# عروبة (عين العرب)
عروبة  قرية سوريّة تتبع إداريّاً لمحافظة حلب منطقة عين العرب ناحية مركز عين العرب، بلغ تعداد سكانها 82 نسمة حسب التعداد السكاني لعام 2004.